# Miklós Seszták

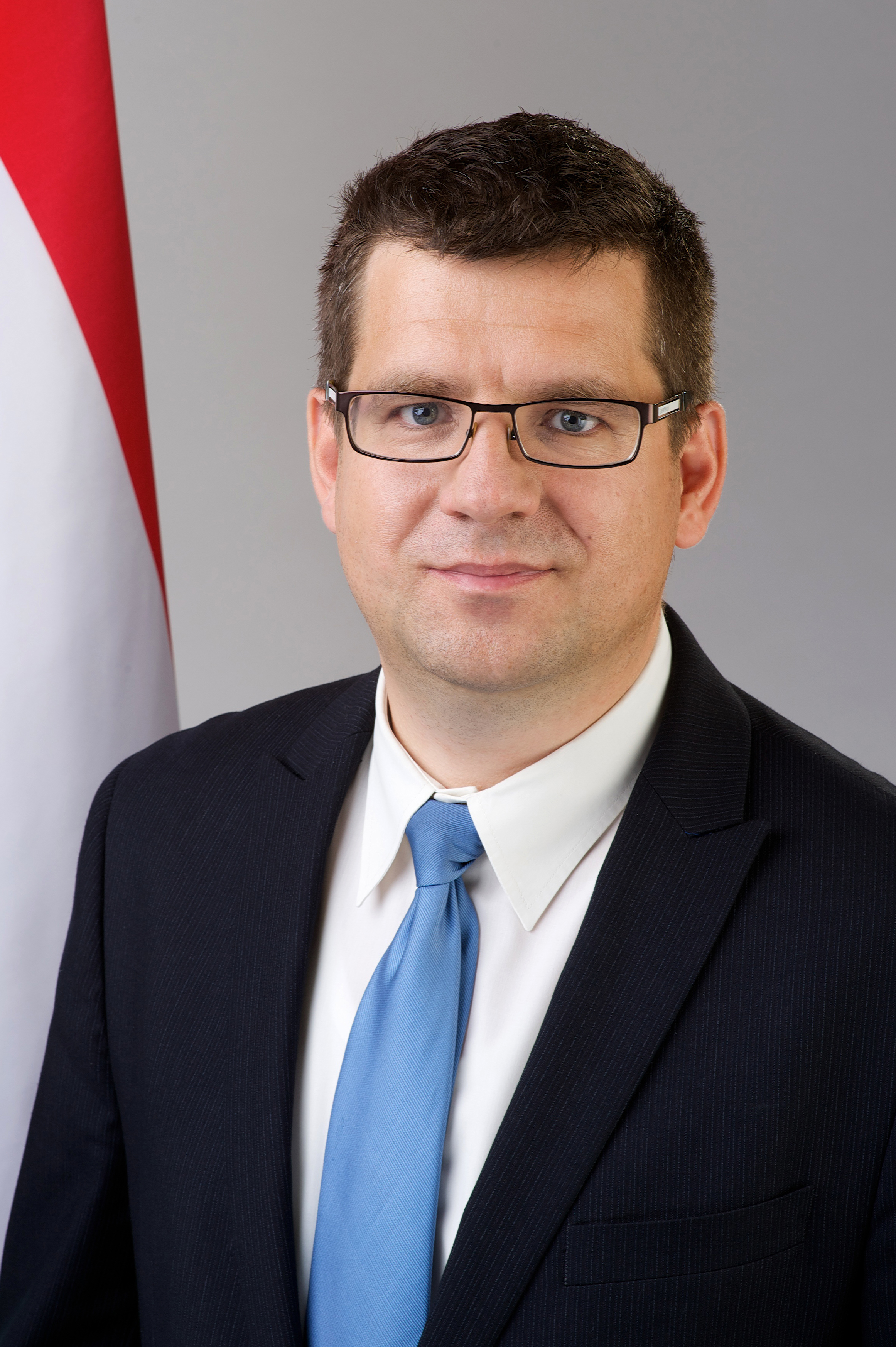
Miklós Seszták (2014)

Miklós Seszták (* 31. Oktober 1968) ist ein ungarischer Politiker der Christlich-Demokratischen Volkspartei.

## Leben
Sezták studierte Rechtswissenschaften. Seit Mai 2010 ist er Abgeordneter im ungarischen Parlament. Im Kabinett Orbán III war er als Nachfolger von Zsuzsanna Németh Minister für Nationale Entwicklung.